# سبسطية يقظة
سبسطية (الاسم العلمي: Sebastia argus)، جنس أحادي الطراز من العثيات النمرية وفصيلة الأربوسية وصفت من قبل كيربي في عام 1892. تضم نوع واحد فقط سبسطية يقظة وقد وصفها فرانسيس ووكر في عام 1862. توجد في يونّان وبنغلاديش.